# Predsjednik Europske komisije
Predsjednik Europske komisije predsjedava Europskom komisijom. Trenutačno dužnost predsjednice Komisije obnaša Ursula von der Leyen.
Predsjednik Komisije:
- utvrđuje smjernice za djelovanje Komisije;
- odlučuje o unutarnjem ustrojstvu Komisije, osiguravajući da ona djeluje dosljedno, učinkovito te kao kolegijalno tijelo;
- imenuje potpredsjednike, osim visokog predstavnika Unije za vanjske poslove i sigurnosnu politiku, iz redova članova Komisije.

Predsjednika Komisije bira se na način tako što Europsko vijeće, uzimajući u obzir rezultate izbora za Europski parlament i nakon što provede odgovarajuće konzultacije (drugim riječima nakon što se vlade država članica usuglase o kandidatu), donoseći odluku kvalificiranom većinom, predlaže Europskom parlamentu kandidata za predsjednika Komisije. Kandidata zatim bira Europski parlament većinom svojih članova. Ako kandidat ne dobije potrebnu većinu, Europsko vijeće, donoseći prijedlog kvalificiranom većinom, u roku od mjesec dana predlaže novog kandidata kojeg zatim Europski parlament bira prema istom postupku.

## Dosadašnji predsjednici Komisije
| Redni broj | Predsjednik               | Od                 | Do                      | Država                      |
| 1.         | Walter Hallstein          | 1958.              | 1967.                   | Njemačka (Zapadna Njemačka) |
| 2.         | Jean Rey                  | 1967.              | 1970.                   | Belgija                     |
| 3.         | Franco Maria Malfatti     | 1970.              | 1972.                   | Italija                     |
| 4.         | Sicco L. Mansholt         | 1972.              | 1972.                   | Nizozemska                  |
| 5.         | François-Xavier Ortoli    | 1973.              | 1977.                   | Francuska                   |
| 6.         | Roy Jenkins               | 1977.              | 1981.                   | Velika Britanija            |
| 7.         | Gaston Edmont Thorn       | 1981.              | 1985.                   | Luksemburg                  |
| 8.         | Jacques Delors            | 1985.              | 1995.                   | Francuska                   |
| 9.         | Jacques Santer            | 1995.              | 1999.                   | Luksemburg                  |
| privremena | Manuel Marín              | ožujak 1999.       | rujan 1999.             | Španjolska                  |
| 10.        | Romano Prodi              | 1999.              | 2004.                   | Italija                     |
| 11.        | José Manuel Durão Barroso | 22. studenog 2004. | 1. studenog 2014.       | Portugal                    |
| 12.        | Jean-Claude Juncker       | 1. studenog 2014.  | 30. studenoga 2019.     | Luksemburg                  |
| 13.        | Ursula von der Leyen      | 1. prosinca 2019.  | trenutno obnaša dužnost | Njemačka                    |